# Josef Loreye
Josef Loreye (* 21. Juni 1767 in Mahlberg; † 30. Oktober 1844) war ein deutscher römisch-katholischer Priester und Lyceumsdirektor in Rastatt.

## Leben
Josef Loreye besuchte das Piaristenkolleg Rastatt und studierte Philosophie und Theologie am Studium Theologicum und am Diözesanseminar in Straßburg. Da er nach dem Studienabschluss für die Priesterweihe noch zu jung war, trat er 1789 im bischöflich-speyerschen Seminar in Bruchsal in den Schuldienst ein und wechselte nach der Priesterweihe (18. Oktober 1790) zum 1. Januar 1790 an das Gymnasium in Baden, das 1808 nach Rastatt verlegt wurde, eine ehemalige Jesuitenschule (heute Ludwig-Wilhelm-Gymnasium). 1800 wurde er Kanonikus am Kollegiatstift in Baden.
1818 mit dem Titel Geistlicher Rat zum Direktor des Lyzeums und des mehrere Jahre damit verbundenen Lehrerseminars berufen, modernisierte Loreye den Lehrplan und die Unterrichtsmethoden im Sinne der Aufklärung. Unter seiner Leitung erlebte die Schule eine Blütezeit und wurde weit über die Grenzen Rastatts hinaus bekannt. 1834 wurde Loreye zum Mitglied der Kommission zur Beratung des neuen Lehrplanes für die höheren Schulen Badens ernannt. 1839, an seinem 73. Geburtstag, feierte er sein goldenes Amtsjubiläum. Aus diesem Anlass verliehen ihm die Landesuniversitäten Heidelberg und Freiburg die theologische (Freiburg) bzw. philosophische (Heidelberg) Ehrendoktorwürde. Das Ritterkreuz des Ordens vom Zähringer Löwen hatte Loreye schon am Neujahrstag 1835 aus der Hand des Großherzogs Leopold von Baden erhalten.
1840 trat Loreye mit dem Titel Geheimer Rat in den Ruhestand und erhielt zu seinem 74. Geburtstag (21. Juni 1840) die Ehrenbürgerschaft der Stadt Rastatt.
Aus Anlass seines 1839 gefeierten Amtsjubiläums begründeten Loreyes Schüler und Freunde eine Stipendienstiftung, das Stipendium Loreyanum. Nach ihm ist in Rastatt die Josef-Loreye-Straße benannt.

## Schriften
- Rhetorik. 2 Bände, Mannheim 1809.
- Commentar über die Oden des Horaz. Rastatt 1814.
- Theorie der Dichtkunst nebst einer lateinischen und deutschen Chrestomathie. 2. Auflage, Stuttgart und Tübingen 1820.
- Aufsätze und Schulreden in den Rastatter Programmen.
- Gebetbuch für Studierende.

## Weitere Literatur
- Franz Karl Grieshaber: Lateinisches Lobgedicht zum 50. Amtsjubiläum und 73. Geburtstag. Rastatt 1839 (Digitalisat).
- Felix Sebastian Feldbausch: de Q. Horatio Flacco Non Adulatore. Rastatt 1839 (Festgabe zum Jubiläum) (Google Books)

| Personendaten    | Personendaten              |
| ---------------- | -------------------------- |
| NAME             | Loreye, Josef              |
| KURZBESCHREIBUNG | Lyceumsdirektor in Rastatt |
| GEBURTSDATUM     | 21. Juni 1767              |
| GEBURTSORT       | Mahlberg                   |
| STERBEDATUM      | 30. Oktober 1844           |